# مورا تيرني
مورا تيرني (بالإنجليزية: Maura Tierney)‏ ممثلة أمريكية من مواليد 3 فبراير 1965. شاركت في المسلسل التلفزيوني ER لمدة 8 سنوات وتركته في موسم 2007-2008.

## أعمال

### أفلام
- الأعاصير (2024)

## مواقع خارجية
- مورا تيرني على موقع IMDb (الإنجليزية)
- مورا تيرني على موقع روتن توميتوز (الإنجليزية)
- مورا تيرني على موقع ألو سيني (الفرنسية)
- مورا تيرني على موقع أول موفي (الإنجليزية)
- مورا تيرني على موقع قاعدة بيانات برودواي على الإنترنت (الإنجليزية)
- مورا تيرني على موقع قاعدة بيانات الأفلام السويدية (السويدية)
- مورا تيرني على موقع إن إن دي بي (الإنجليزية)
- مورا تيرني على موقع قاعدة بيانات الفيلم (الإنجليزية)
- مورا تيرني على موقع كينوبويسك (الروسية)
- The Maura Tierney Website (Unofficial)
- Wry Smile (Unofficial)